# Justin Torkildsen
Justin Torkildsen (Boulder, 3 luglio 1981) è un attore statunitense di origine norvegese.
È noto al pubblico televisivo soprattutto per aver interpretato, dal 1999 al 2006 il ruolo di Rick Forrester nella soap opera Beautiful, ruolo in cui è stato poi sostituito da Kyle Lowder.

Per questo ruolo, ha vinto nel 2001 l'Emmy Award come miglior attore giovane.

## Vita personale
Torkildsen ha sposato Bonnie Binion (figlia di Ted Binion, proprietario del Binion's Horseshoe a Las Vegas) il 31 dicembre 2001. La coppia ha divorziato nel 2008. L'11 febbraio 2011, Torkildsen ha sposato Valentina Di Berardino, una ragazza italiana di Collecorvino; il matrimonio ha avuto luogo a Boulder (Colorado), la città natale di Justin.